# Bonneville, Haute-Savoie
Bonneville (tiếng Ý: Bônavela) là một xã trong tỉnh Haute-Savoie thuộc vùng Rhône-Alpes đông nam Pháp.

## Geography
Bonneville is on the A40 autoroute, roughly halfway between Geneva và Chamonix. The urban center is on the north bank of the Arve river, with urban development reaching to the foot of the mountains to both the north and south.
Bonneville sits at the juncture between the Swiss Voralpen and the French Prealps. to the west, the Arve valley is a wide and fertile outwash plain, while to the east, it is a classical glacial valley.